# Helge Jørgensen
Pour les articles homonymes, voir Jørgensen.
Helge Jørgensen est un footballeur danois né le 17 septembre 1937 à Odense. Il évoluait au poste d'attaquant.

## Biographie

### En club
Il joue durant toute sa carrière dans le club de sa ville, le KFUM Odense.

### En équipe nationale
International danois, il reçoit 6 sélections pour 2 buts en équipe du Danemark durant l’année 1962. 
Il joue son premier match en équipe nationale le 11 juin 1962 contre la Norvège et son dernier le 28 octobre 1962 contre la Suède.
Il fait partie du groupe danois lors de l'Euro 1964 sans toutefois disputer de match durant la phase finale.

## Carrière
- 1960-1973 :  KFUM Odense